# Museo della Rivoluzione (Cuba)
Il Museo de la Revolución (in italiano: Museo della Rivoluzione) è un museo situato a L'Avana, Cuba. Il museo è ospitato in quello che era il Palazzo Presidenziale prima della rivoluzione di Fidel Castro del 1959.

## Storia
Nel 1909 il generale Ernesto Aubert, all'epoca governatore di L'Avana, decise di costruire una nuova sede per il Governo Provinciale. Il progetto venne disegnato dall'architetto cubano Carlos Maruri e dall'architetto belga Paul Belau, mentre la costruzione venne affidata alla General Contracting Company. Fu inaugurato nel 1920 dal Presidente Mario García Menocal. L'edificio è in stile Neo-Classico e venne internamente decorato da Tiffany & Co. di New York. L'edificio, progettato sui canoni dell'Eclettismo, per il suo completamento superò un bilancio di mezzo milione di pesos. I suoi pavimenti e scale sono rivestiti con marmo di Carrara.
La cupola che corona l'edificio, è rivestita esternamente con pezzi di ceramica smaltata. Il palazzo venne decorato con dipinti e sculture di artisti cubani quali Armando García Menocal, Antonio Rodríguez Morey, Leopoldo Romañach, Esteban Valderrama, Juan Emilio Hernández Giró, Teodoro Ramos, Fernando Boada, Jilma Madera ed Esteban Betancourt.
All'inizio del 1918, fu deciso che la costruzione sarebbe diventata il Palazzo Presidenziale della Repubblica di Cuba. Il 31 gennaio del 1920, il palazzo venne aperto ufficialmente, anche se i lavori, in tutti i dettagli, non furono completati fino al 12 marzo dello stesso anno.
Il primo piano ospita le aree più importanti del Palazzo: ufficio presidenziale, Sala degli Specchi, cappella, Golden Hall, e la sala del Consiglio dei ministri.
Dopo il trionfo della Rivoluzione cubana, il 1º gennaio del 1959, qui si stabilirono la Presidenza e il Consiglio dei Ministri del Governo Rivoluzionario. Il 4 gennaio del 1974, l'ex Palazzo Presidenziale è diventato la sede permanente del Museo della Rivoluzione. È stato dichiarato monumento nazionale con delibera numero 1 del 13 marzo 2010.

## Esposizione
La collezione esposta è principalmente dedicata al periodo della rivoluzione cubana e alla storia del Paese dopo il 1959. Sezioni del museo sono inoltre dedicate alla Cuba pre-rivoluzionaria, includendo la guerra d'indipendenza contro la Spagna del XIX secolo.
Sul retro dell'edificio, è il Memorial Granma, che ospita lo yacht Granma, con il quale Fidel Castro e i suoi 81 rivoluzionari arrivarono dal Messico a Cuba per la rivoluzione. Vicino è inoltre presente un missile terra-aria SA-2 Guideline del modello che abbatté un aereo-spia statunitense Lockheed U-2 durante la Crisi dei missili di Cuba nel 1962, e vari veicoli e carri armati utilizzati durante la rivoluzione. Nei pressi, è situato in mostra anche un carro armato sovietico SU-100.

### Piano terra
il piano terra è dedicato alla Cuba contemporanea, il contenuto varia dal 1990 fino ad oggi. C'è anche uno spazio monografico degli eventi più importanti nel corso degli ultimi 45 anni, quando la proprietà serviva ancora da Palazzo Presidenziale e la storia della sua trasformazione in museo.
Lo spazio è caratterizzato dalla storia della gestione governativa dei presidenti del paese tra il 1920 e il 1965 e dagli avvenimenti del 13 marzo 1957, quando un gruppo di giovani appartenenti al Direttorio Rivoluzionario, assaltarono il Palazzo presidenziale con lo scopo di scacciare il dittatore Fulgencio Batista.

### Primo piano
Dedicato interamente alla storia della Rivoluzione, abbraccia il periodo dal 1959 al 1989, ma soprattutto la fase dei primi anni dopo la vittoria, quando ebbero luogo grandi cambiamenti socio-economici del paese e del popolo cubano di fronte alla escalation aggressiva dell'imperialismo che ebbe come momenti salienti l'invasione della Baia dei Porci, il 19 aprile 1961, e la crisi missilistica, preludio ad un'altra aggressione armata, nel 1962.
Altri fatti importanti, come la fondazione del primo Comitato Centrale del Partito Comunista (2 ottobre 1965), l'adozione della Costituzione nel 1976, la cooperazione internazionalista in tutto il mondo, le relazioni internazionali, sono illustrati in questo spazio.
Su questo piano sono anche la Sala degli Specchi e la Sala d'Oro del palazzo, la cappella, l'ufficio presidenziale, e la sala del consiglio dei ministri.
Il Salone degli Specchi fu costruito a imitazione di quello omonimo presente nella Reggia di Versailles. La sfarzosa Sala d'Oro (o Golden Hall) fungeva da salone da pranzo ufficiale per i ricevimenti.

### Secondo piano
Quattro sale sono dedicate al passato "status coloniale" di Cuba, dal 1492, data di arrivo degli spagnoli sull'isola, fino al 1898, fine della guerra d'indipendenza contro la Spagna e intervento degli Stati Uniti a Cuba. Queste sale presentano le caratteristiche degli aborigeni, l'evoluzione della società coloniale, l'introduzione della schiavitù, le guerre per l'indipendenza del 1868 e 1895. Tra i pezzi che sono ammirati nel museo vi è un orologio appartenuto a Carlos Manuel de Céspedes.
La collezione corrispondente al periodo della repubblica neo-coloniale inizia con l'istituzione del protettorato degli Stati Uniti (1º gennaio del 1899) e della Repubblica (20 maggio 1902) e continua con biografie delle principali figure dell'epoca come Antonio Guiteras, Julio Antonio Mella, Rubén Martínez Villena, e Pablo de la Torriente Brau.
L'ultima parte è dedicata alla Guerra di Liberazione Nazionale, e riflette gli eventi del 26 luglio, 1953, quando si verificò l'assalto alla caserma Moncada, azione armata finalizzata al rovesciamento della dittatura di Fulgencio Batista che aprì la strada alla lotta che tre anni più tardi, porterà alla vittoria dell'Esercito Ribelle.
I reperti qui esposti sono fondamentalmente legati alla lotta di guerriglia nella Sierra Maestra. L'ultimo di questi spazi è la "Sala Memorial" dedicata ai comandanti Ernesto Che Guevara e Camilo Cienfuegos, dove si trova la scultura dedicata ad entrambi.

### Zone limitrofe
L'ingresso principale del museo è affiancato da due elementi simbolici: i resti del "corpo di guardia dell'Angelo", una parte del muro di cinta de L'Avana in epoca coloniale, e il carro armato semovente SAU-100 utilizzato da Fidel Castro durante i combattimenti della baia dei Porci.
All'esterno dell'edificio è lo spazio denominato Memorial Granma, dove si trovano un gruppo importante di pezzi storici legati alla guerra di liberazione nazionale e alle successive battaglie del popolo cubano in difesa della propria sovranità, tra cui il più significativo, lo yacht Granma, usato da Fidel Castro ed Ernesto Che Guevara per raggiungere Cuba dal Messico durante la Rivoluzione cubana.

## Galleria d'immagini

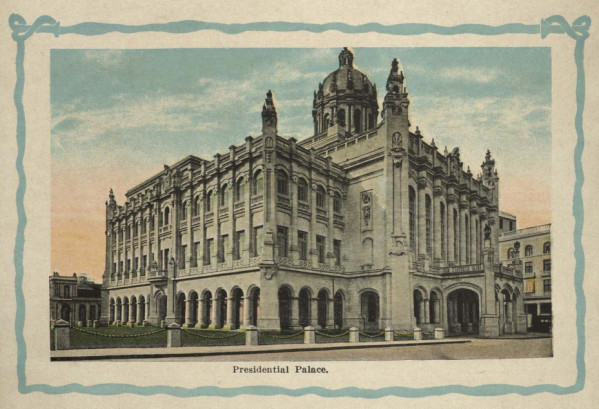
Il palazzo presidenziale (1921-1939 circa)
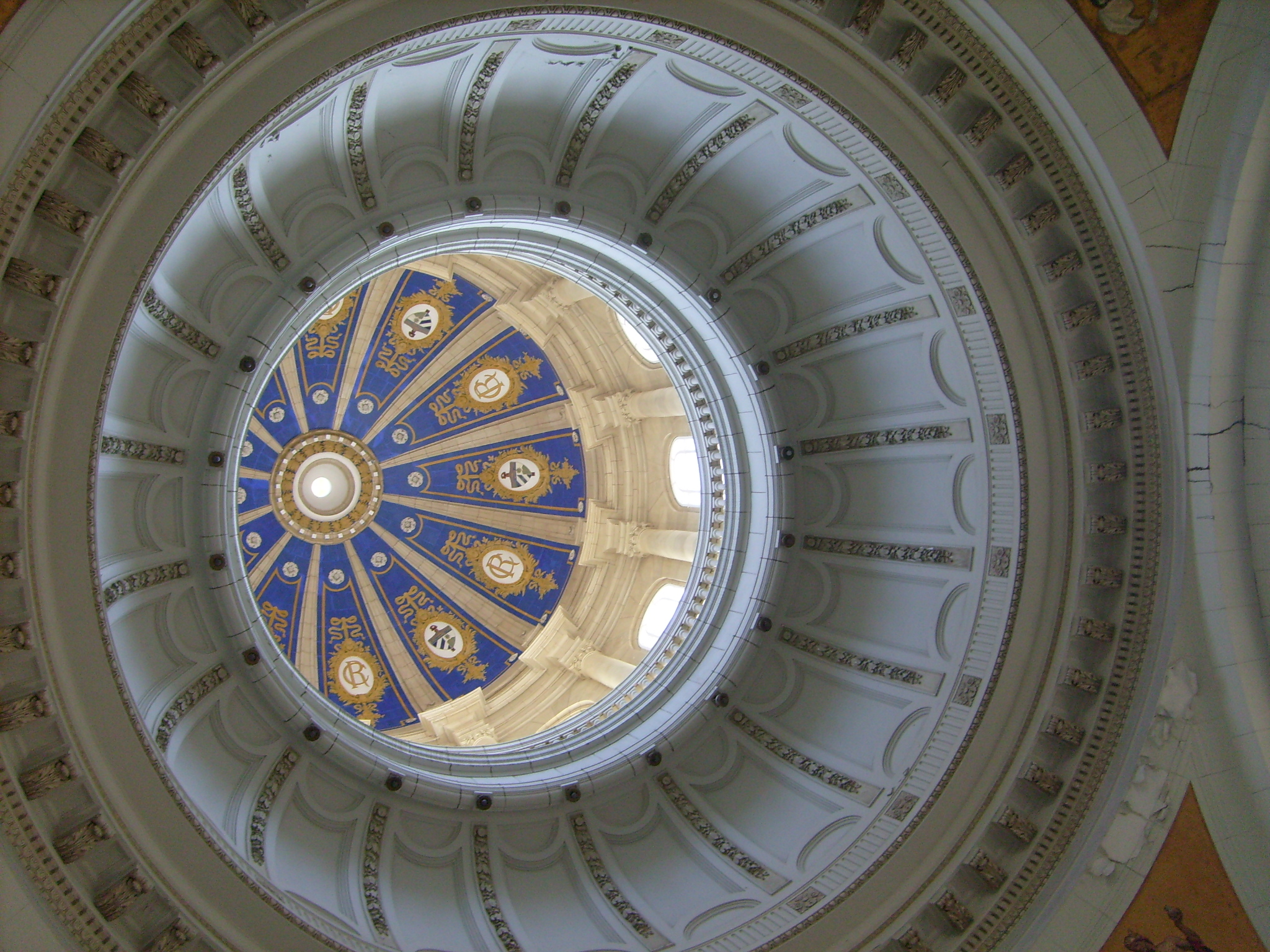
La cupola vista dall'interno del palazzo
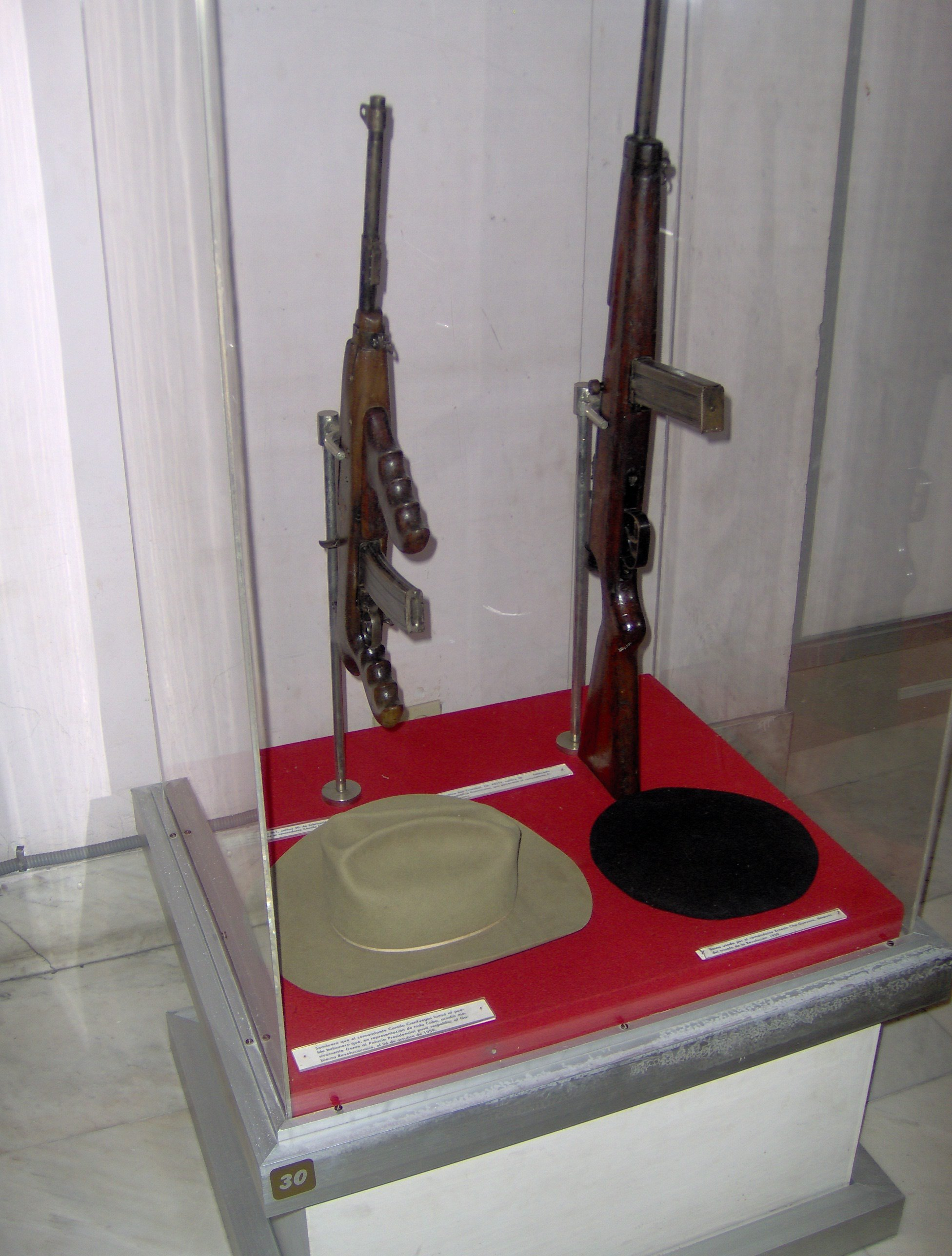
Armi e copricapi di Che Guevara e Camilo Cienfuegos
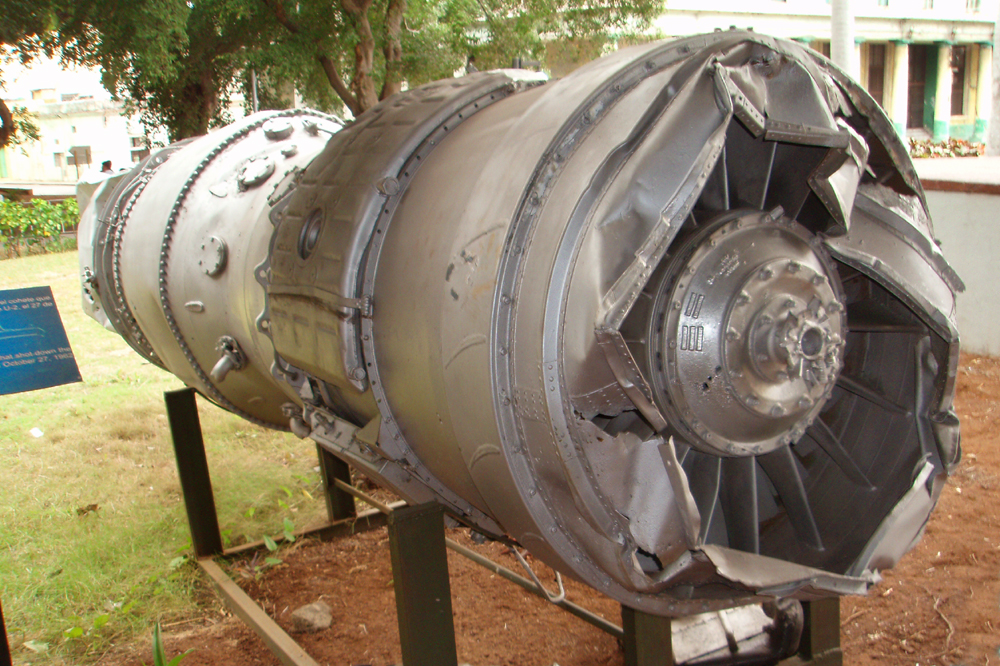
Motore dell'aereo spia Lockheed U-2 abbattuto durante la Crisi dei missili di Cuba
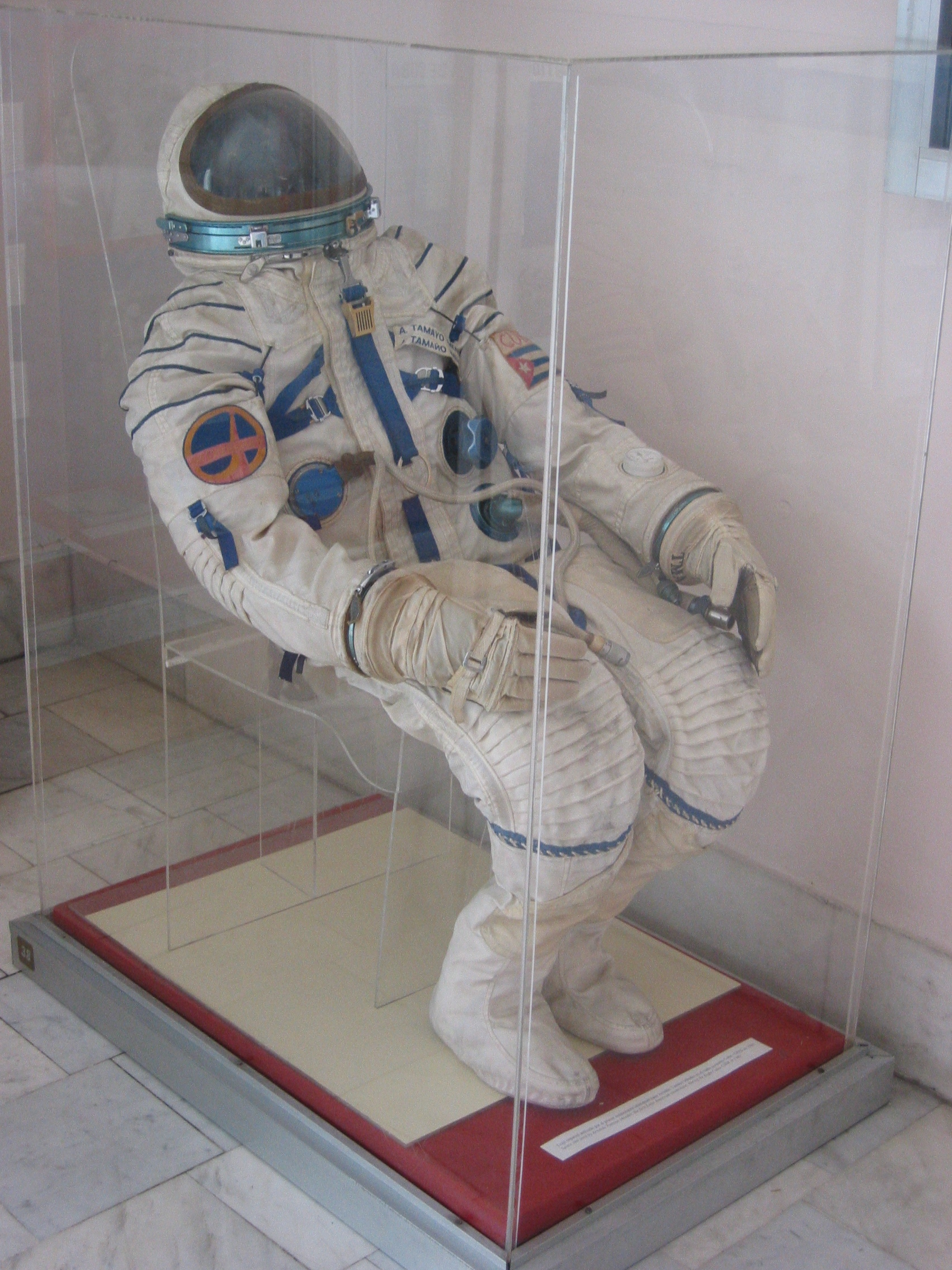
Tuta spaziale di Arnaldo Tamayo Méndez
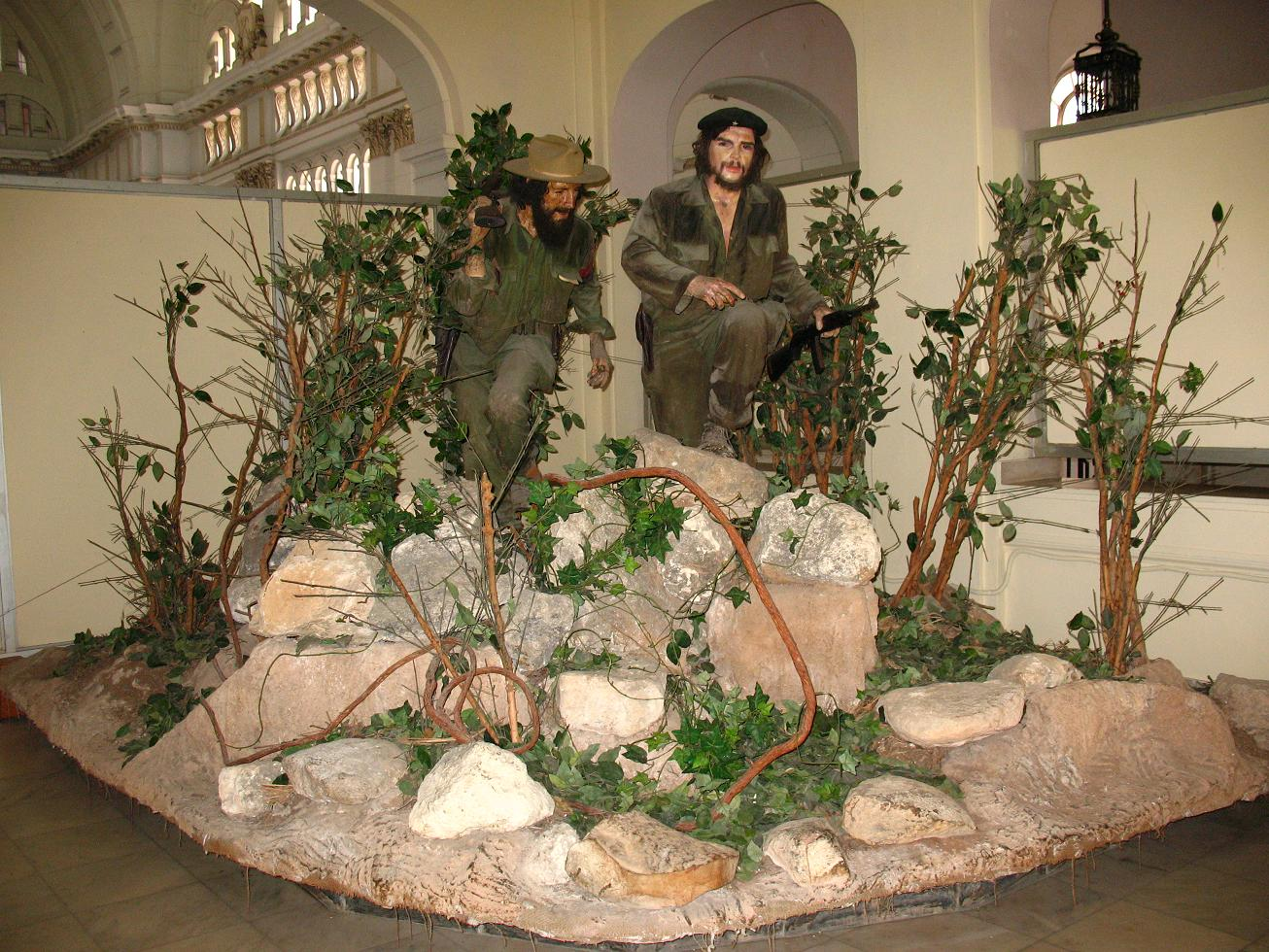
Riproduzioni in cera di Che Guevara e Cienfuegos
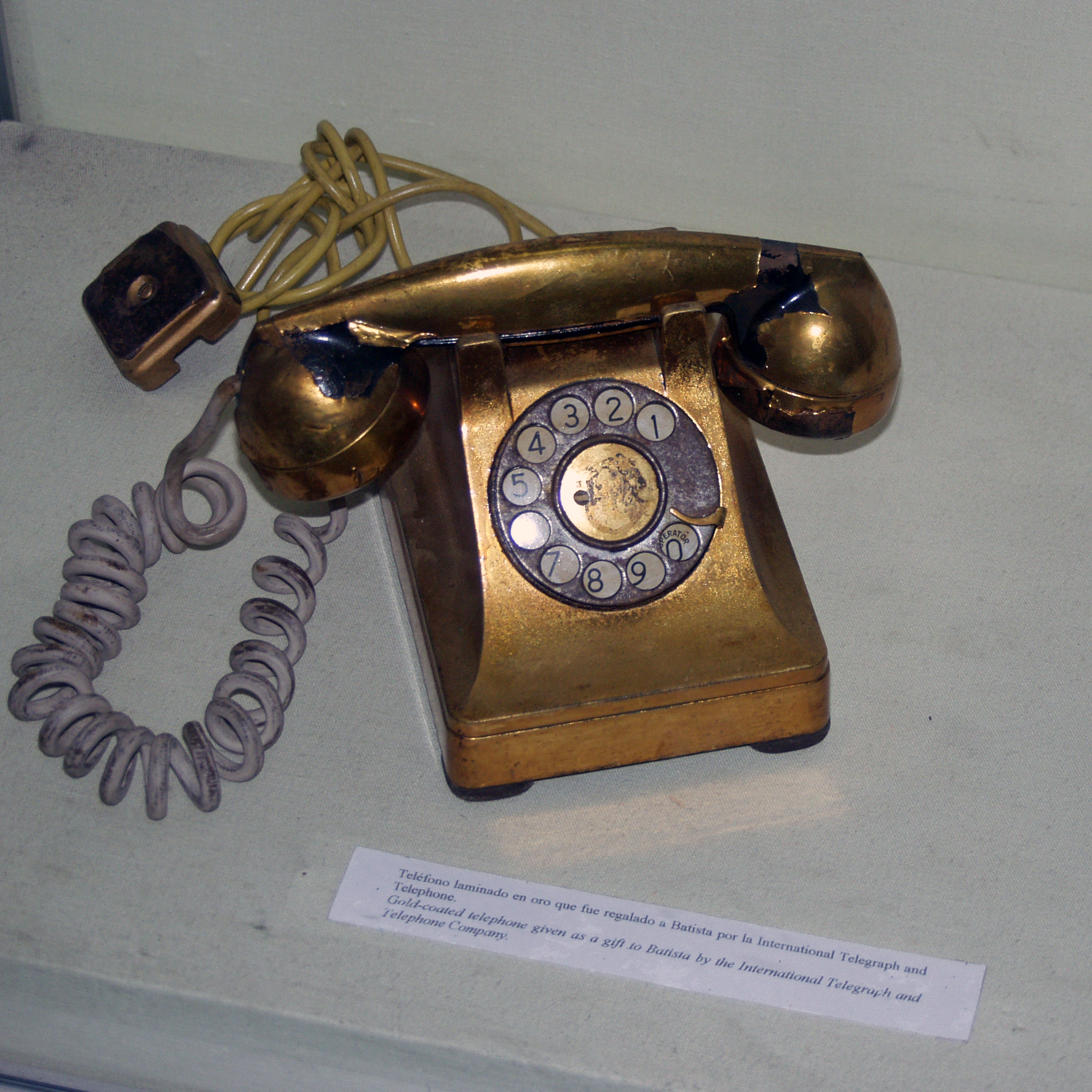
Il telefono d'oro di Fulgencio Batista
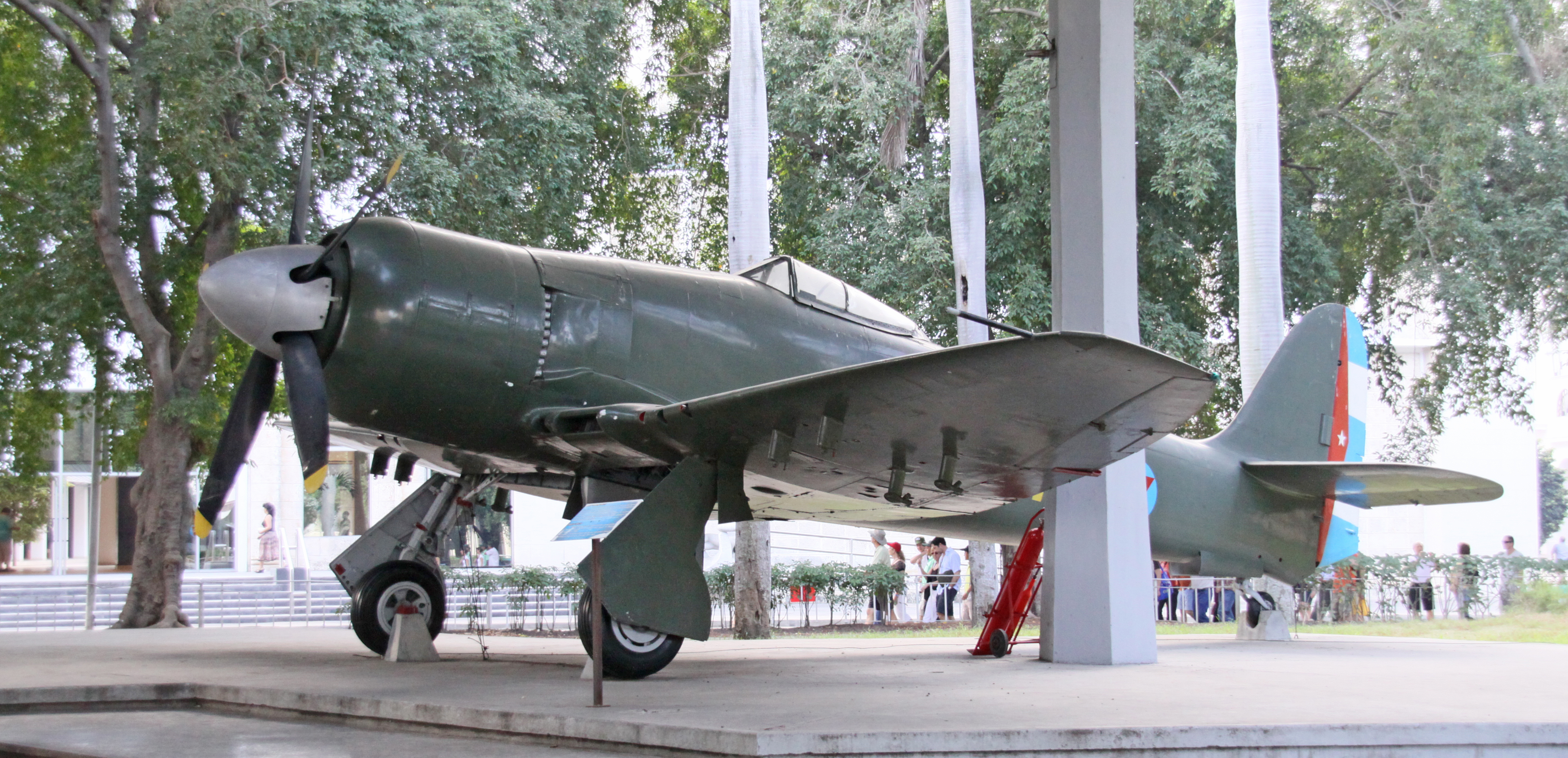
Aereo da caccia Hawker Sea Fury F50
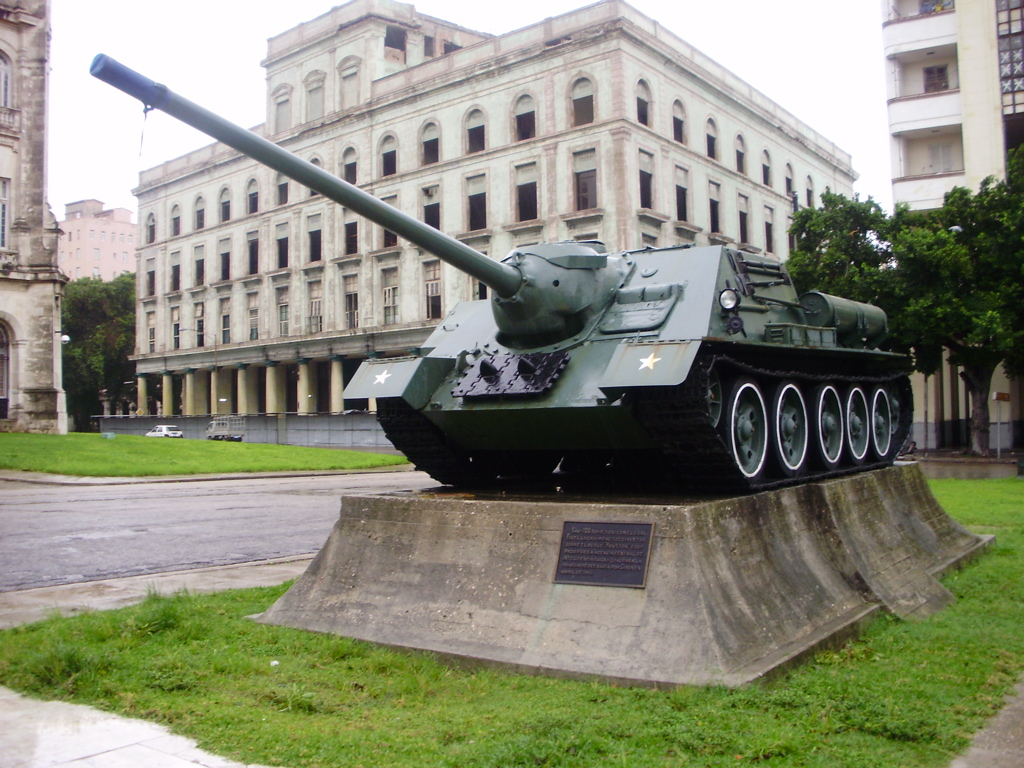
Carro SU-100
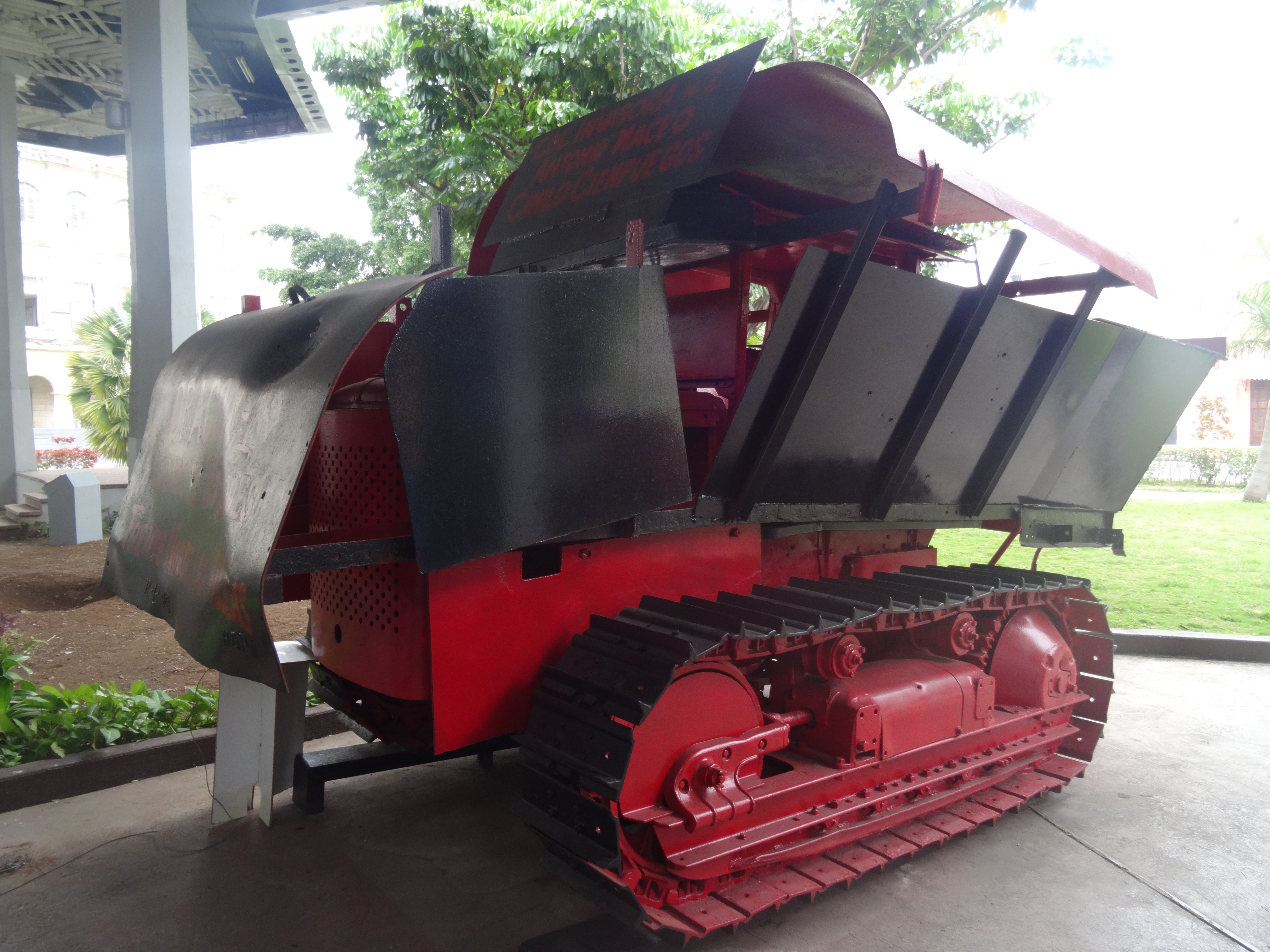
Veicolo corazzato con lanciafiamme
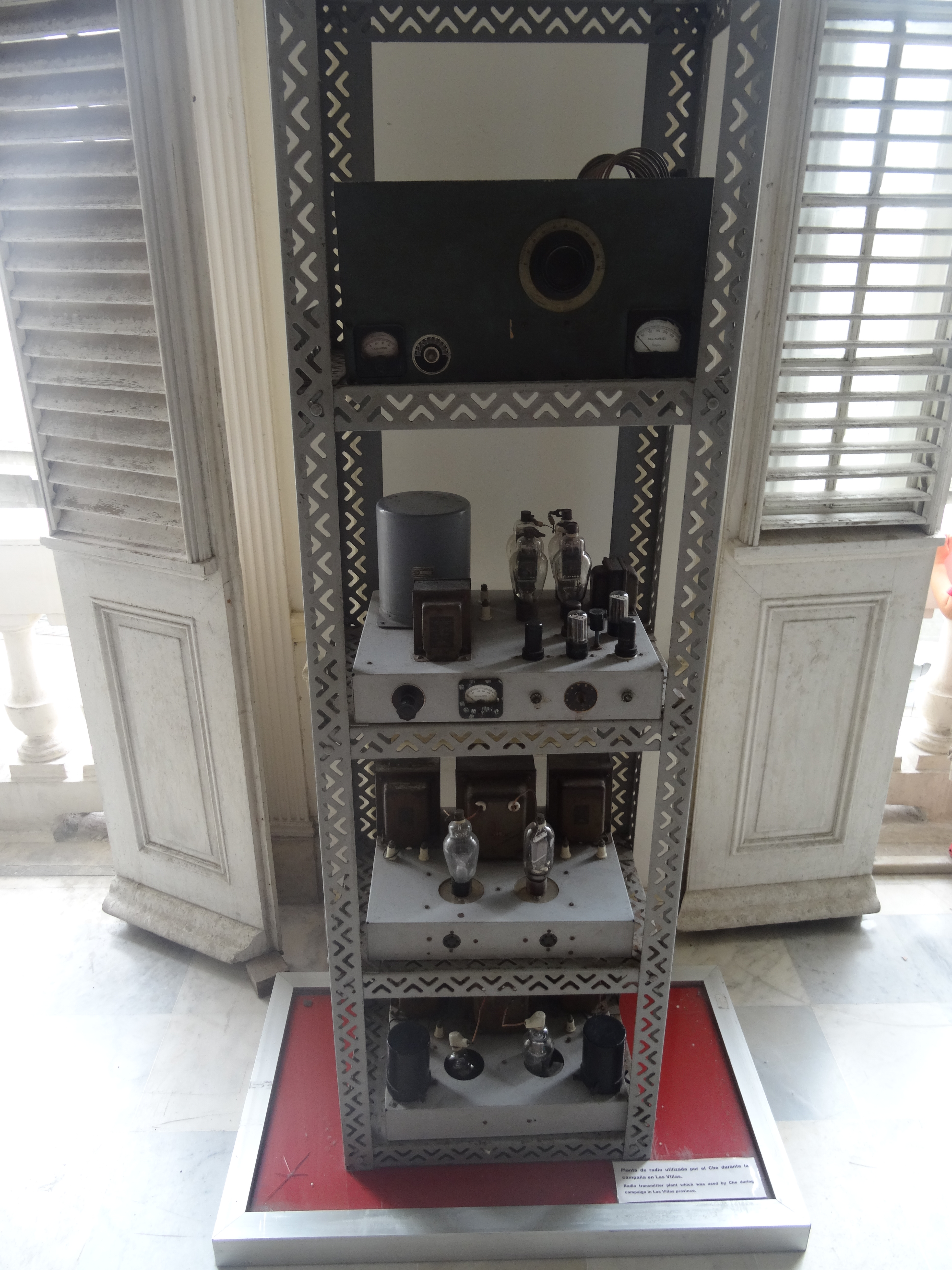
Radiotrasmittente di Che Guevara
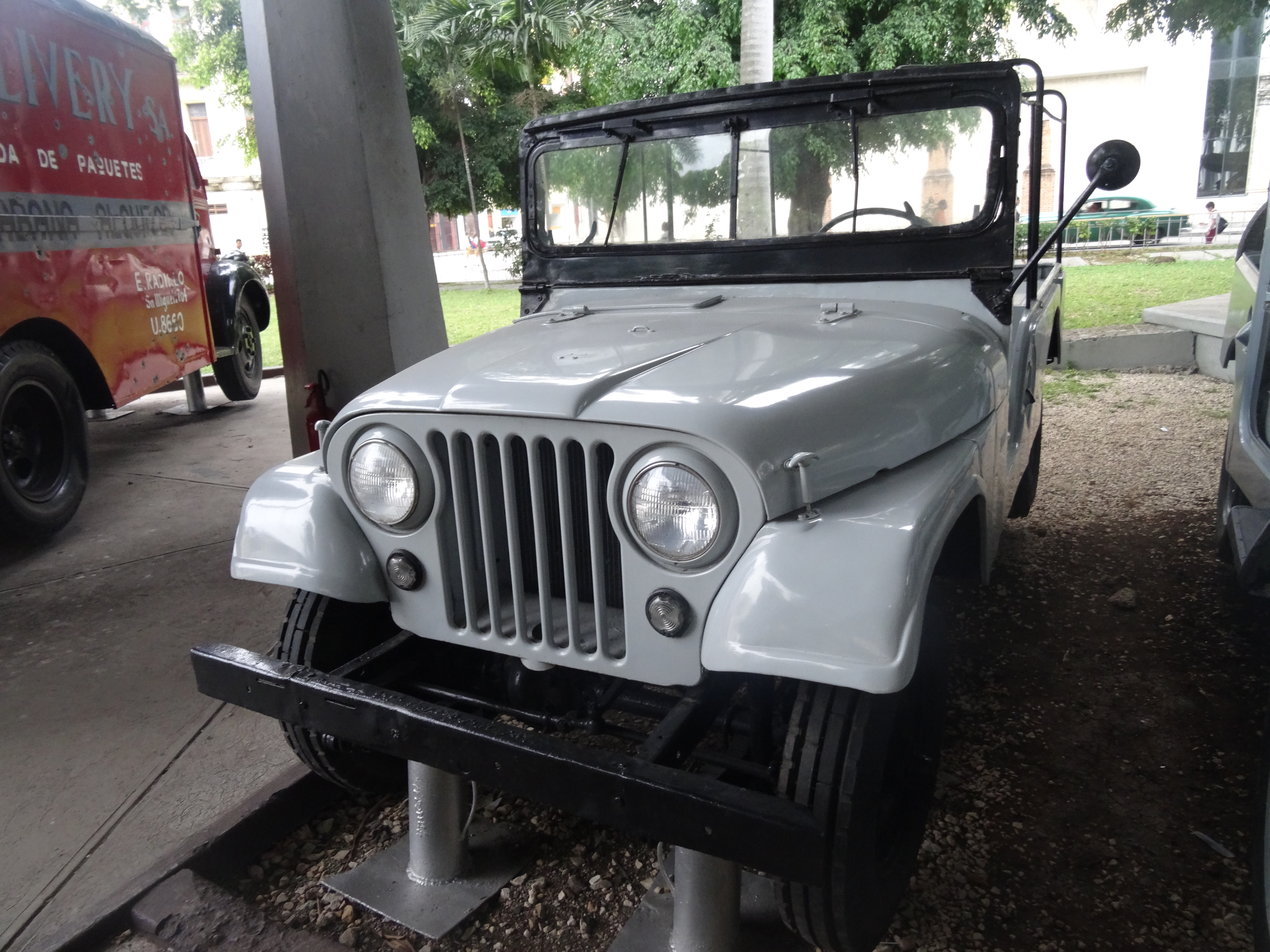
Jeep Willys delle truppe di Batista
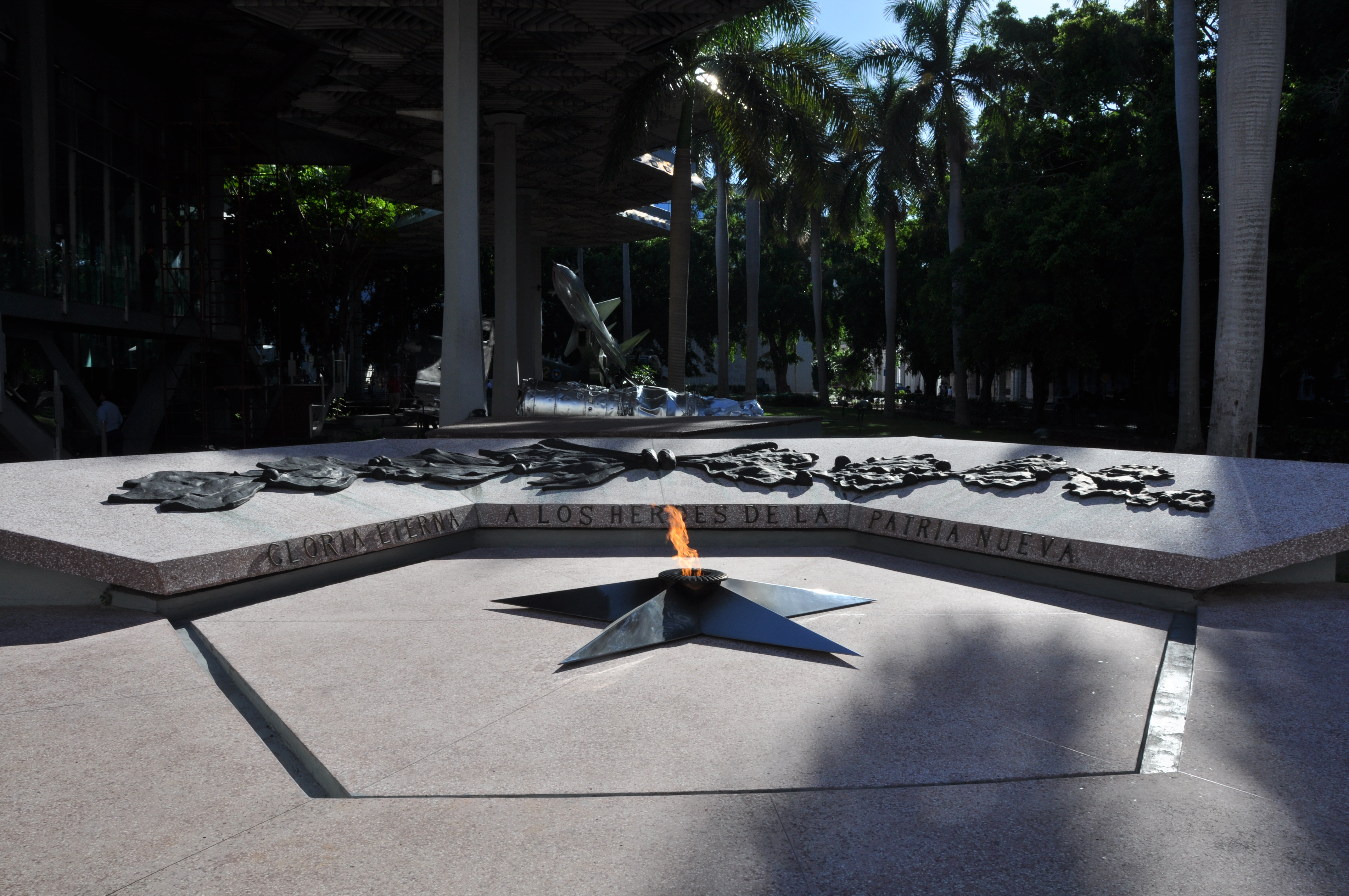
Il memoriale dedicato agli eroi della rivoluzione
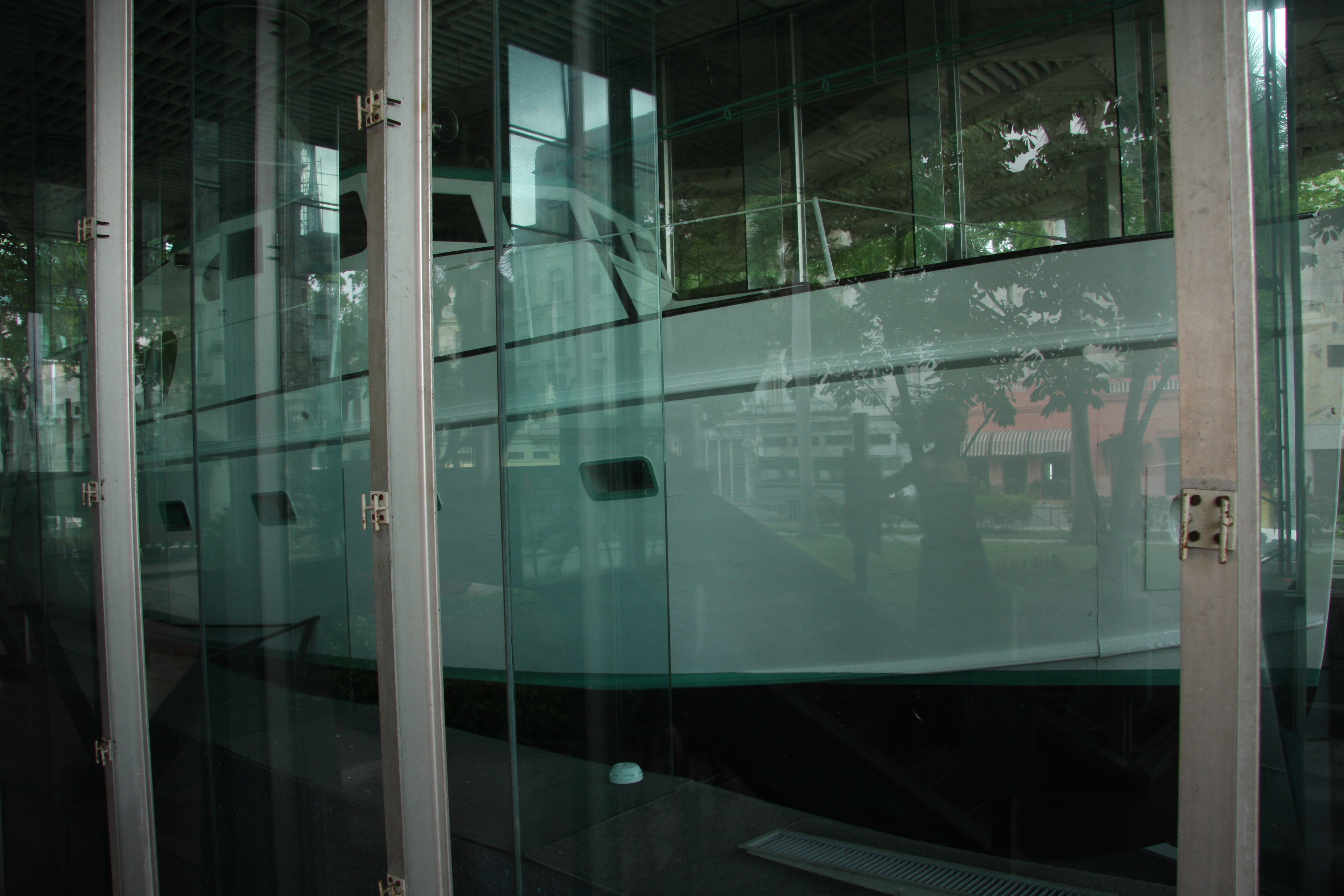
Lo yacht Granma
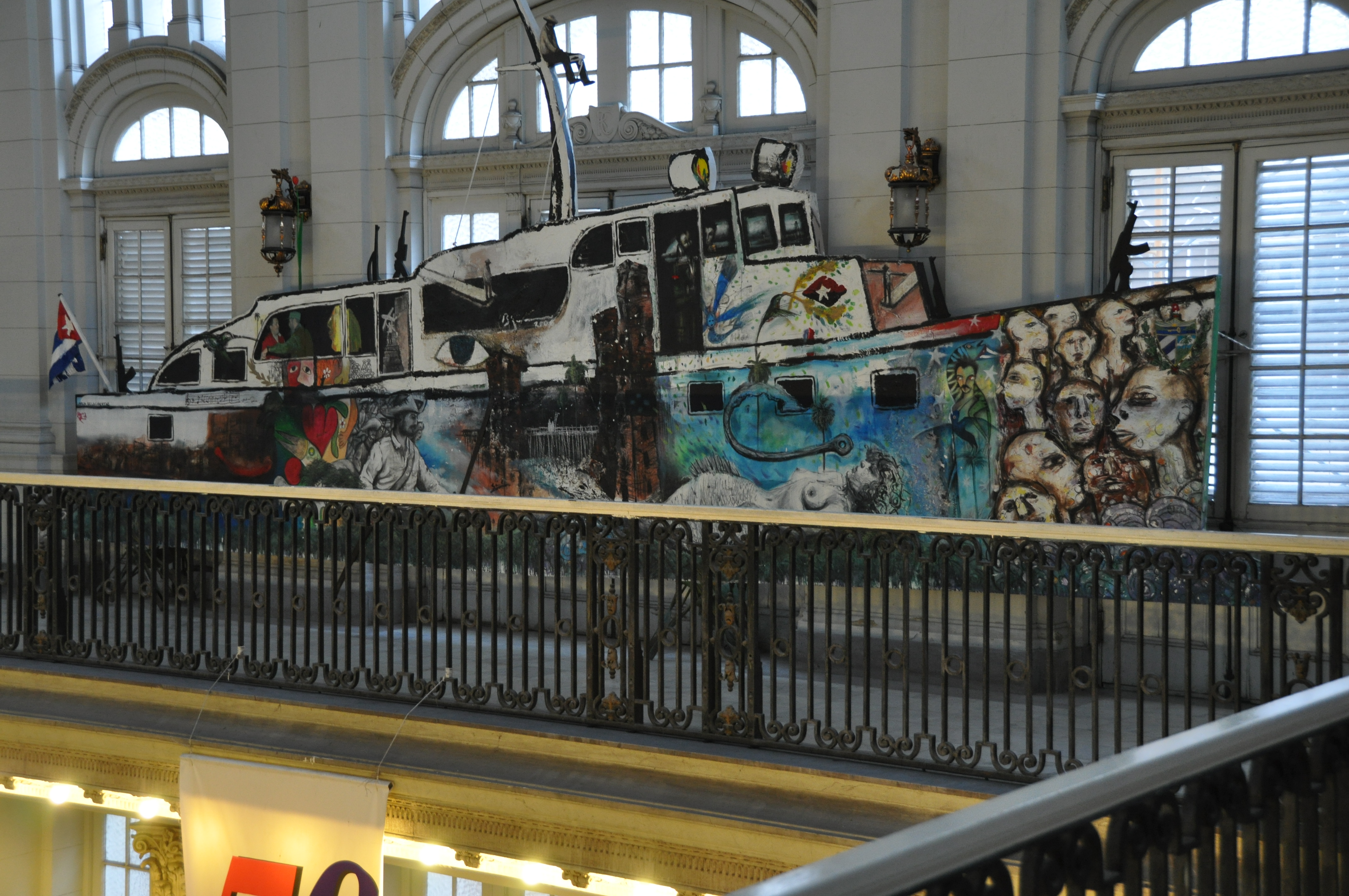
Arca de la Libertad
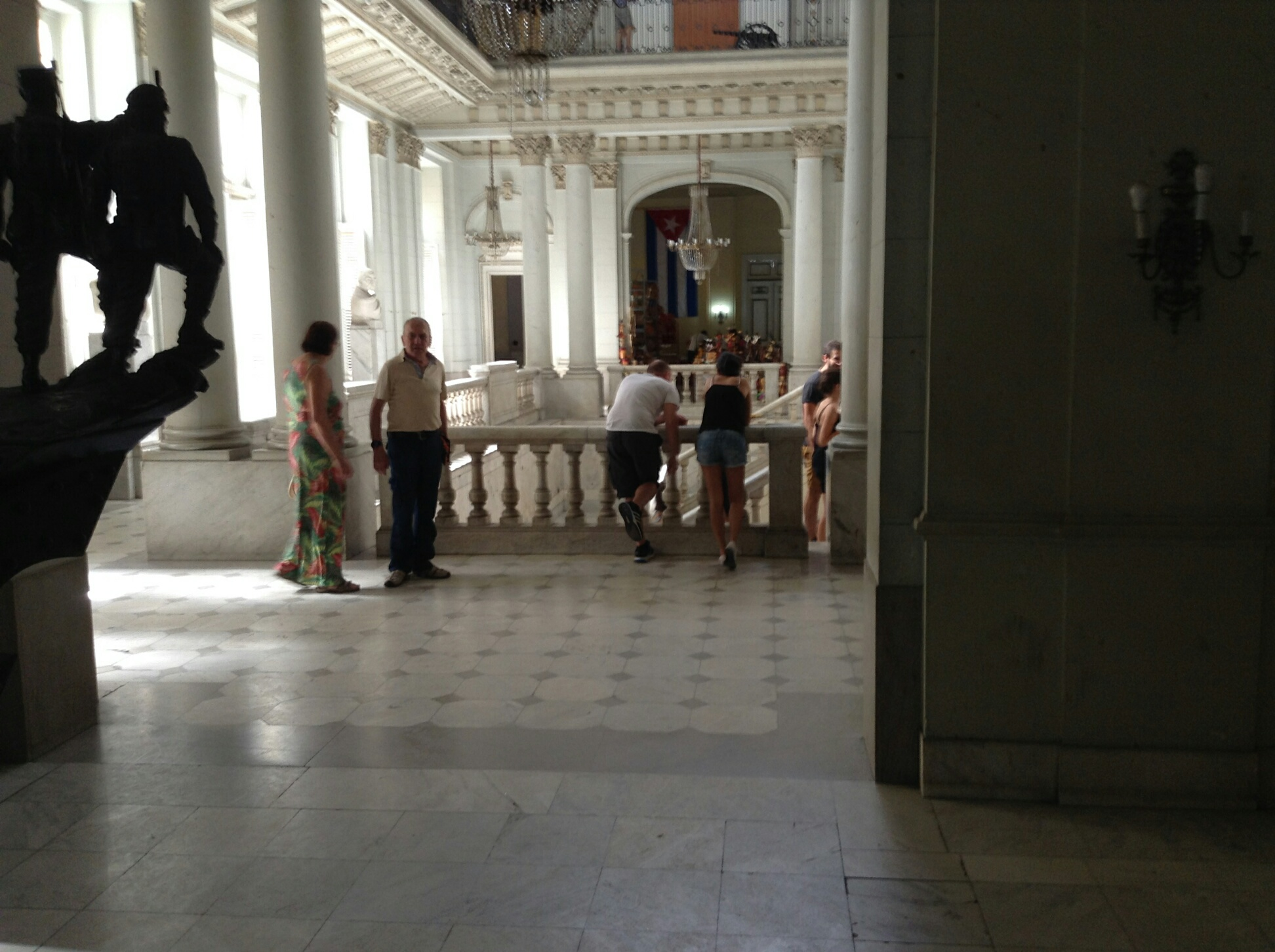
Interni
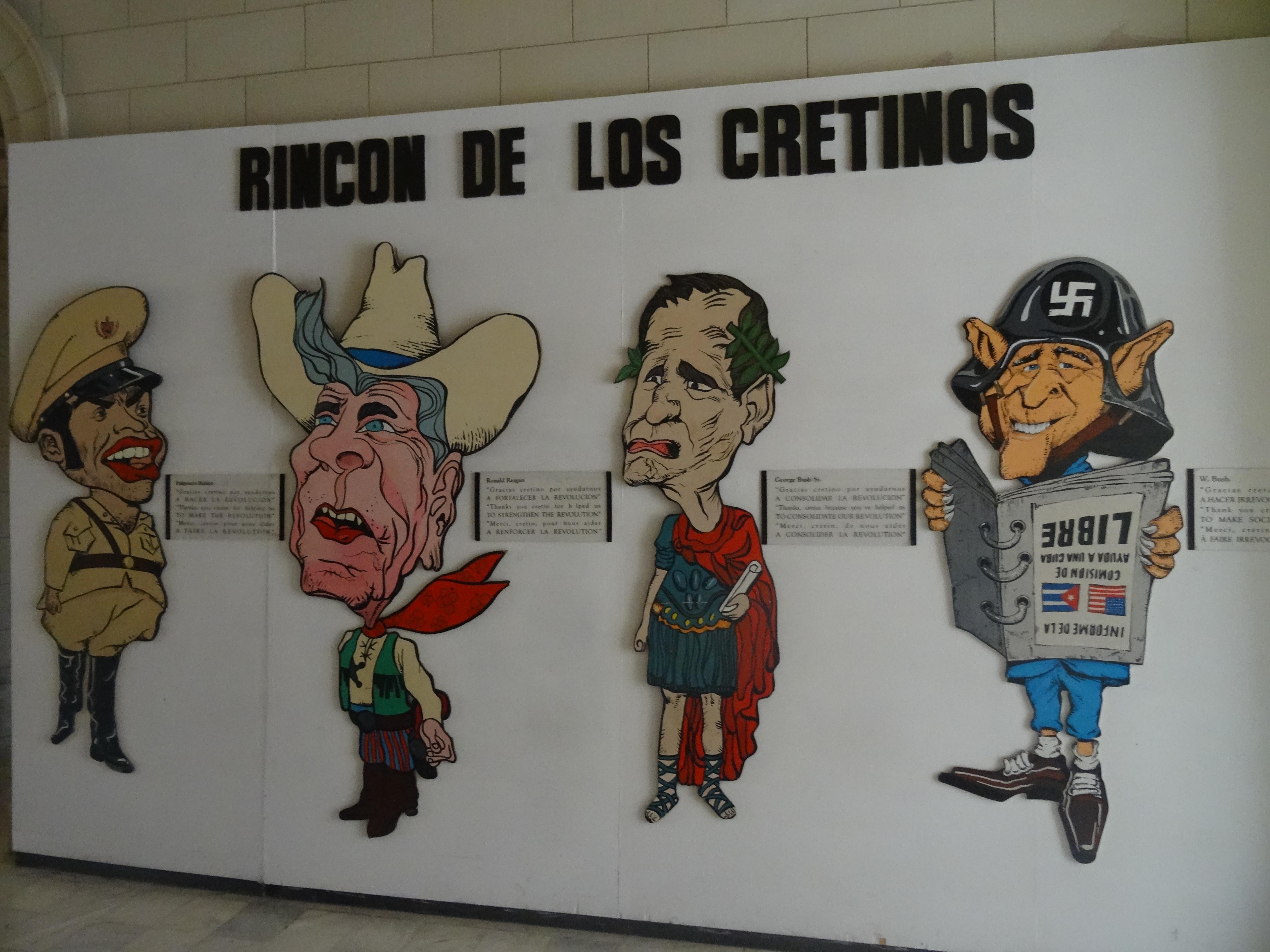
"Rincon de los cretinos" - caricature di controrivoluzionari